# Siegfried Schäfer
Siegfried Schäfer (* 16. Februar 1933) ist ein ehemaliger deutscher Ringer, der für die DDR startete.

## Karriere
Siegfried Schäfer begann mit dem Ringen beim AV Jugendkraft Concordia in Zella-Mehlis. Als Athlet des SC Motor Jena qualifizierte sich mit einer Bronzemedaille beim Weltcup in Budapest 1956 für die Olympischen Sommerspiele 1956 in Melbourne. Im Weltergewicht des griechisch-römischen Stils. Danach startete er für den SC Motor Zella-Mehlis und gewann er 1957 und 1958 die DDR-Meisterschaften und erreichte noch mehrfach zweite und dritte Plätze.